# Пиковець
Пи́ковець (пол. Pikowec, Picowiec, рос. Пиковец)  — село в Україні, розташоване у Козятинській громаді Хмільницького району Вінницької області. Населення становить 492 особи.

## Історія

### В складіРечі Посполитої (1569—1793)
Село виникло в другій половині XVI століття на північному сході історико-географічної області України — Поділлі, коли ця місцевість перебувала під владою Речі Посполитої.
В 1572 році ці землі грабує польська шляхта, у її руках зосереджуються основні земельні володіння. Між панами за володіння селянами починається міжусобна війна.
Селяни Вінницького повіту села Пикова гонимі міжусобними війнами засновують на притоці річки Рудавка, яка зветься Гнилоп'ять, Піковські хутори. Пізніше в літописі згадується Піковець.
Землі переходять до польського магната Януша Тишкевича. Він на той час володів всією Махнівською волостю, яка на 1618 рік нараховувала 21 населений пункт в тому числі село Пиковець, що розміщене в восьми вертах від Махнівки. Володіння Тишкевича займали близько 1000 кілометрів квадратних. Пізнє поселення в даному районі в книзі Яковенко «Українська шляхта з кінця XIV до середини XVII століття» пояснюється проходженням через дану місцевість так званого «Чорного шляху».
25 травня 1714 року, старанням графа Потоцького в селі Пиковець була побудована Миколаївська церква.
В літописах за 1760 рік подаються такі дані: Пиковець, село в 4-х верстах від села Куманівка і 8–ми від Махнівки при притоці річки Гнилоп'ять. Через західну частину села, яка називається Пустоха проходить поштова дорога з Махнівки в місто Липовець. Мешканці: православних — 468, католиків — 422, євреїв — 35, село засноване мешканцями містечка Пикова, що у Вінницькому повіті. На 1760 рік в селі Пиковець проживають такі багаті землевласники: Франц Карницький, Гаспар Домбровський, Гилярій Вітковський, Флоріан Киляновський, Костянтин Валявський, Владислав Малиновський, Мартин Люлєвський, Семен Багриновський, Іван Лужецький, Катерина Крушевська. Також на території села була Казна та Приходська церква.

### В складіРосійської імперії (1793—1917)
В географічній енциклопедії, що видана польською мовою за 1887 рік подаються такі дані: село Пиковець (як Пиков Новий) село над притокою річки Рудавки Гнилоп'ять, повіт Бердичівський в 4-х верстах від села Куманівка і в 8-ми верстах від Махнівки, має православних — 468, католиків — 422, євреїв — 30, 2665 десятин землі. Дерев'яна церква Святого Миколая (1857 рік) збудована на місці старої, має 46 десятин землі, належить до православної парафії села Рубанка. Через західну частину села, що називається Пустоха проходить поштова дорога з Махнівки в місто Липовець. Пиковець був створений на ґрунтах Махнівки в XVI столітті мешканцями Пикова, що в Вінницькому повіті. Належить її власникам, з яких найбільші частки мають: Карніцькі, Вітковські, Домбровські, Кіляновські. В цілому всі власники мають 2599 десятин землі, уряду належить 180 десятин.
Село мало свою православну Свято-Миколаївська церкву Київської єпархії. До приходу входили села Пиковець та Рубанка. В Державному архіві Вінницької області зберігаються метричні книги цього церкви періоду 1855—1920 років.
Католики села Пиковець відвідували Римсько-католицький костел Святого Яна Непомуцена Бердичівського деканату в містечку Махнівка Махнівського повіту, а згодом — Бердичівського повіту Київської губернії. В Центральному історичному державному архіві України в місті Києві зберігаються сповідний розпис 1825 року та метричні книги цього костелу періоду 1836—1916 років. В Державному архіві Вінницької області зберігаються метричні книги цього костелу періоду 1805—1846 років.
В книзі «Історія населених місць» 1900 рік в селі Пиковець дворів 120, жителів — 1478 чол., 719 чоловіків та 729 жінок. Головне заняття селян — хліборобство. Від повітового міста Бердичева 30 верст, від найближчих залізничної, поштової, телеграфічної станції яка носить назву «Козятин» — 8 верстов. Числиться землі 1797 десятин із них належить поміщикам — 1165, церкві — 36, селянам — 591 десятин. Село належить: Казиміру Домбровському, Антону Дзвановському, Маріану Пузеревському, Донату Броницькому, Станіславу Корженівському, Пилипу і Якову Лясковським, Никодиму Родашевичу (сільський священик). В селі є 1 православна церква, 1 церковно приходська школа, 1 казенна винна лавка, 1 водяний і 5 вітряних млинів. Пожежна частина складається з 3-х бочок і 4-х багрів. Селяни мають запасний продовольчий капітал який досягає на 1-ше січня 1890 року суми — 2853 крб.91 коп.
В селі була церковно-приходська школа: приміщення складалося з однієї кімнати. Будинок містився біля церкви де зараз знаходиться сільмаг. В школі було 2 класи, навчали в ній читання, письма, арифметики і закону божого. Навчання проводилося російською мовою. Навчання проводив сільський дяк та священник Радашевич.

### Під часУкраїнської революції.УНР.Українська держава(1917—1921)
У 1917—1920 роках Козятин і поряд з ним село Пиковець стає ареною швидкоплинних подій, пов'язаних з державотворчими змаганнями української та більшовицької революцій, австро-німецької окупації 1918 року, радянсько-польської війни 1920 року.

### У складіСРСР (1921—1991)
З початком Німецько-радянської війни вже в середині липня 1941 року вся територія Козятинського району разом із селом Пиковець опинилася під німецькою окупацією. 10 березня 1943 року радянські війська силами 1-го Українського фронту знов заволоділи селом Пиковець відновивши радянську владу.
В архівних документах за 1944 рік: Річний звіт за 1944 рік колгоспу «Червоний прапор». Кількість дворів — 264, населення — 820 чол. В селі є велика пасіка, державі здано 288 кг меду, держали вівці, зерна здали — 445 центнерів, з ставків виловлено 421 кг риби, засіяно пшениці — 75,7 га, гречки — 45 га. В колгоспі посіяно: соняшник, льон, працювала кузня, майстерня транспортного інвентаря. Плуги кінні — 12. Кількість бригад в колгоспі — 5, число ланок — 27. Відомості подавав Гутаревич В. Г.

## Споруди
На території села Пиковець працює 2 магазини, загальноосвітня школа — Пиковецький загальноосвітній навчально-виховний комплекс І-ІІІ ступенів «Школа-дитячий садок», сільська рада, фельдшерсько-акушерський пункт, клуб, бібліотека.
У селі діє храм Рівноапостольної Марії Магдалини Козятинського благочиння Вінницької єпархії Російської православної церкви